# Municipio de Larkin (Minnesota)
El municipio de Larkin (en inglés: Larkin Township) es un municipio ubicado en el condado de Nobles en el estado estadounidense de Minnesota. En el año 2010 tenía una población de 188 habitantes y una densidad poblacional de 2,03 personas por km².

## Geografía
El municipio de Larkin se encuentra ubicado en las coordenadas 43°42′58″N 95°52′38″O / 43.71611, -95.87722. Según la Oficina del Censo de los Estados Unidos, el municipio tiene una superficie total de 92.73 km², de la cual 92,59 km² corresponden a tierra firme y (0,15 %) 0,14 km² es agua.

## Demografía
Según el censo de 2010, había 188 personas residiendo en el municipio de Larkin. La densidad de población era de 2,03 hab./km². De los 188 habitantes, el municipio de Larkin estaba compuesto por el 97,87 % blancos, el 1,6 % eran afroamericanos y el 0,53 % eran de una mezcla de razas. Del total de la población el 0 % eran hispanos o latinos de cualquier raza.